# 般若寺 (瀋陽市)
般若寺（はんにゃじ）は、中華人民共和国遼寧省瀋陽市瀋河区にある仏教寺院。

## 歴史
清の康熙23年（1684年）、古林法師は般若寺を建立しました。宣統元年（1909年）と1924年に寺院は2回再建されました。
文化大革命の時、紅衛兵により對寺廟などの宗教施設が徹底的に破壊された。1979年、寺院は改めて仏像を作りました。1983年、中華人民共和国国務院は仏寺を漢族地区仏教全国重点寺院に認定した。1984年10月、般若寺で300年の仏像開光式が行われました。

## 伽藍
山門、天王殿、大雄宝殿（本堂）、祖師殿。
- 般若寺の門額「般若寺」に馮日庵が書いた作品がある。

- 本堂の額「大雄宝殿」に霍安栄が書いた作品がある。